# Frontopsylla luculenta
Frontopsylla luculenta är en loppart som först beskrevs av Jordan et Rothschild 1923.  Frontopsylla luculenta ingår i släktet Frontopsylla och familjen smågnagarloppor. Utöver nominatformen finns också underarten F. l. luculenta.